# Торонтский симфонический оркестр
Торо́нтский симфони́ческий орке́стр (англ. Toronto Symphony Orchestra) — канадский симфонический оркестр, базирующийся в Торонто.

## История

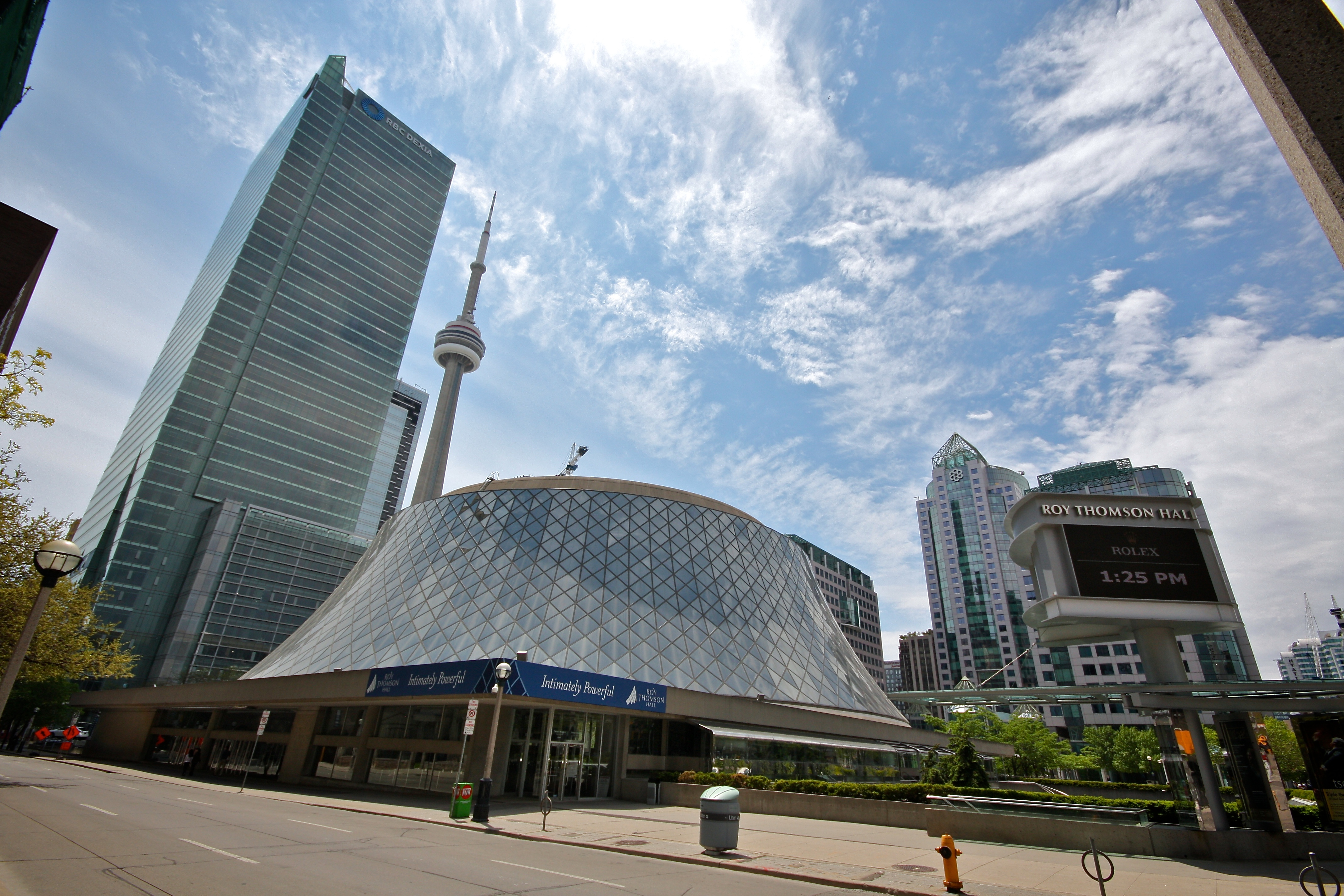
Рой-Томсон-холл

Основан в 1922 году под названием Новый симфонический оркестр (англ. New Symphony Orchestra), получил современное название в 1926 году. Выступал в Мэсси-Холл, затем в 1982 году получил в качестве основной площадки Рой-Томсон-Холл.
Эрнест Макмиллан, руководивший оркестром в течение 25 лет, начиная с 1931 года, активно исполнял произведения своих современников, например, Густава Холста, Яна Сибелиуса и Игоря Стравинского, лично дирижировавшего оркестром при исполнении собственной музыки в 1937 году.
Среди известных солистов, выступавших с оркестром, были, в частности, Марта Аргерих, Максим Венгеров, Йо-Йо Ма, Евгений Кисин, Кэтлин Бэттл, Гленн Гульд, Джесси Норман.

## Музыкальные руководители
- Луиджи фон Куниц (1922—1931)
- Эрнест Макмиллан (1931—1956)
- Вальтер Зюскинд (1956—1965)
- Сэйдзи Одзава (1965—1969)
- Карел Анчерл (1969—1973)
- Сэр Эндрю Дэвис (1975—1988)
- Гюнтер Хербиг (1988—1994)
- Юкка-Пекка Сарасте (1994—2001)
- Питер Унджян (2004—2018)
- Густаво Гимено[англ.] (с 2020— н. в.)